# Muzealnictwo
«Muzealnictwo» («Музеология») — польский научный журнал, междисциплинарный ежегодник, освещающий музееведение.
Журнал был основан в Варшаве в 1952 году, издателем являлся Ассоциация искусствоведов и историков материальной культуры (Stowarzyszenie Historyków Sztuki i Kultury Materialnej), тогда Национальный центр исследований и документации памятников (Krajowy Ośrodek Badań i Dokumentacji Zabytków, KOBiDZ). С 1 марта 2001 года издателем журнала является Национальный институт музееведения и охраны коллекций (Narodowy Instytut Muzealnictwa i Ochrony Zbiorów, NIMOZ).